# Berek
Berek es un municipio de Croacia en el condado de Bjelovar-Bilogora.

## Geografía
Se encuentra a una altitud de 143 m s. n. m. a 84 km de la capital nacional, Zagreb.

## Demografía
En el censo 2011 el total de población del municipio fue de 1443 habitantes, distribuidos en las siguientes localidades:
- Begovača - 36
- Berek - 447
- Gornja Garešnica - 157
- Kostanjevac - 143
- Krivaja - 59
- Novo Selo Garešničko - 47
- Oštri Zid - 102
- Podgarić - 47
- Potok - 64
- Ruškovac - 86
- Šimljana - 101
- Šimljanica - 120
- Šimljanik - 34

| Gráfica de población de Berek 1857-2011                             |
|                                                                     |
| Según los censos de población de la oficina estadística de Croacia. |